# Caiophora dumetorum
Caiophora dumetorum är en brännreveväxtart som beskrevs av Ignatz Urban och Gilg. Caiophora dumetorum ingår i släktet Caiophora och familjen brännreveväxter. Inga underarter finns listade i Catalogue of Life.